# 윤주열
윤주열(1992년 5월 10일 ~ )은 대한민국의 축구 선수이며, 포지션은 수비수이다. 인천대학교 시절 주장으로 활약하며 '2014년 전국 대학 추계연맹전' 준우승에 일조하며 주목받기 힘든 중앙수비수란 포지션으로 '우수 선수상'을 수상하였다.

## K리그
2015 K리그 드래프트에서 3순위로 인천의 지명을 받아 인천 유나이티드에 합류하게 되었다.